# 弗兰齐斯卡·范阿尔姆齐克
弗兰西斯卡·范阿尔姆西克（Franziska van Almsick，1978年4月5日—），出生於東柏林，德国女子游泳运动员。她曾经在四届奥运会上夺得10枚奖牌，但是却始终没能夺得一枚金牌。